# Poronajsk
Poronajsk (ryska Порона́йск, japanska Shisuka, 敷香) är en hamnstad i Sachalin oblast i Ryssland. Den ligger vid floden Poronaj 288 kilometer från Juzjno-Sachalinsk. Folkmängden uppgår till cirka 15 000 invånare.

## Historia
Bosättningen grundades 1869 som en rysk utpost, Tikhmenevsky, i närheten av urbefolkningarnas bosättningar, vilka var nivcher och ainu. På ainuspråk hette bosättningen Sistukari eller Sisi Tukari.
Efter rysk-japanska kriget blev Sachalins södra del japanskt. Staden hamnade under japansk regim och fick namnet Shikuka (敷香).
Efter andra världskrigets slut blev området sovjetiskt. 1946 fick staden sitt namn Poronajsk, efter floden Poronaj. Det är på aini poro nay och betyder den breda floden, den stora floden eller den växande floden.

## Vänort
Poronajsk har en vänort:
- Kitami, Japan[4]